# 杨暕
杨暕（585年—618年4月11日）是隋煬帝杨广和蕭的次子，元德太子昭同母弟。字世朏，小字阿孩，生于隋文帝开皇五年。
杨暕容貌非常俊美，史書稱：“美容仪，疎眉目”，自幼受父親楊廣、祖父隋文帝杨坚所喜愛。开皇十三年（593年）二月己卯，文帝立他为豫章王，邑千戶。长大后，精通經史，而且马上功夫了得，史书说“尤工骑射”。初為內史令，仁壽元年三月拜為揚州總管沿淮以南諸軍事。
杨广当了皇帝後，封杨暕为齐王，增邑四千户。暕在大業初年任豫州牧，後轉雍州牧，又轉任河南尹、開府儀同三司。大業二年太子楊昭去世，楊暕一度被視為繼任儲君的熱門人選，大业六年春正月，有盗数十人入建国门夺卫士兵器作乱，被杨暕遇到，杨暕将他们斩杀。可是杨暕「頗驕恣，暱近小人，所行多不法」，更因事招來煬帝不滿。後來御史韋德裕彈劾楊暕，煬帝命令甲士千餘人大舉搜查楊暕府第，揭發了暕一些不良的行為，炀帝甚至对侍臣说“朕唯有暕一子（炀帝另一子杨杲年幼），不然就处决暴尸以明国法。”暕此後「恩寵日衰」，虽然仍为京尹，却不得参政。炀帝给杨暕的左右都是老弱。每次监视杨暕的人回报杨暕有喜色，炀帝就说：“他什么事得逞了那么高兴！”回报杨暕有忧色，就说：“这是因为他有异心了。”
宇文化及在618年弑逆煬帝時，煬帝問作亂者是誰：「得非阿孩邪？」楊暕死時，也還以為父皇派人來殺自己，說：「詔使且緩，兒不負國家。」父子相忌刻如此。宇文化及派来的人不答话，将杨暕拖到街上处死，杨暕至死都不知道杀死自己是谁的主意。两个儿子也一同被杀。有遗腹子杨政道，隋朝末年與祖母蕭后逃到東突厥。

## 家庭
- 妻妾情妇
  - 韦妃，民部尚书韦冲女
  - 韦氏，韦氏姐，元氏妇，生下一女後，因通姦被隋炀帝赐死
- 儿子
  - 某子
  - 某子
  - 杨政道
- 女儿
  - 杨氏，韦氏姐所生

## 延伸阅读
[在维基数据编辑]
 在维基文库阅读此作者作品
 《北史·卷071》，出自李延壽《北史》
 《隋書/卷59》，出自魏徵《隋书》